# فوزية محمد (راقصة و ممثلة)
فوزية محمد راقصة مصرية ظهرت في فترة الأربعينيات وعملت بالسينما المصرية كراقصة و ممثلة أدوار صغيرة في بعض الأفلام أيضاً رقصت في أفلام أخرى. ومن أفلامها "ثورة البنات"سنة 1964 و"سكون العاصفة" سنة 1965. "قلوب الناس"سنة 1954 .

## فيلموجرافيا
تمثيل (6)
- سكون العاصفة

1965 - فلم
راقصة
- ثورة البنات

1964 - فلم
الراقصة
- نهاية الطريق

1960 - فلم
راقصة
- قلوب الناس

1954 - فلم
- بين قلبين

1953 - فلم
الراقصة
- ماجدة

1943 - فلم